# Длинный план
В кинопроизводстве длинный план (также известный как непрерывный план или непрерывный кадр) — это план, снятый с продолжительностью, значительно превышающей стандартные темпы монтажа как для данного фильма, так и для кинематографа в целом. Значительное движение камеры и сложная постановка часто являются элементами длинных планов, но не всегда. Термин «длинный план» не следует путать с термином «общий план», который относится к использованию длиннофокусного объектива, а не к продолжительности кадра. Изначально длина длинного плана была ограничена вместимостью кассеты кинокамеры, но появление цифрового видео значительно увеличило максимальную продолжительность кадра.

## Ранние примеры
При съёмках фильма «Верёвка» (1948) Альфред Хичкок стремился создать впечатление одного длинного непрерывного кадра. Однако доступные камеры могли вместить не более 1000 футов 35-мм плёнки. В результате каждый кадр длится до 10 минут и использует до целого рулона плёнки. Многие кадры заканчиваются наездом камеры на однотонную поверхность (например, на спину персонажа), а следующий кадр начинается с той же точки, отдаляясь. Весь фильм состоит всего из 11 кадров.
Энди Уорхол и сотрудничавший с ним авангардный кинорежиссёр Йонас Мекас сняли экспериментальный фильм «Эмпайр» (1965) продолжительностью 485 минут. Для этого они использовали камеру Auricon и 16-миллиметровую плёнку, что позволило снимать более длительные кадры по сравнению с 35-миллиметровой плёнкой. «Камера снимала на катушку плёнки длиной 1200 футов, что позволяло снимать около 33 минут».

## Более поздние примеры
Несколько художественных фильмов, таких как «Таймкод» (2000), «Русский ковчег» (2002), «PVC-1» (2007), «Виктория» (2015) и «Точка кипения» (2021), были сняты одним кадром. Другие фильмы состоят полностью из серии длинных планов, а многие известны одним или двумя конкретными длинными планами в рамках более традиционно смонтированных фильмов. В 2012 году арт-коллектив The Hut Project выпустил цифровой фильм «Вид перформанса», снятый одним непрерывным 360° планом длительностью 3 часа 33 минуты 8 секунд. Фильм был снят с частотой 50 кадров в секунду, что означает, что итоговая продолжительность показа составляет 7 часов 6 минут 17 секунд.
Другой пример из телевидения можно увидеть в первом сезоне сериала HBO «Настоящий детектив». В четвёртом эпизоде, «Кто здесь?», главный герой, детектив Растин Коул (в исполнении Мэттью Макконахи), внедряется в байкерскую банду, решившую дерзко ограбить наркопритон в опасном районе. Сцена начинается с прибытия байкеров к наркопритону, где Макконахи неохотно следует за ними. Шестиминутный кадр охватывает различные жилые дома, несколько кварталов и пересечение забора, пока звучат выстрелы, крики бандитов, байкеров и полицейских, прибывших на место происшествия. Макконахи сначала помогает байкерской банде, а затем переключается на них, чтобы похитить главаря, таща его за собой на протяжении более чем половины непрерывного кадра. Режиссёр Кэри Джоджи Фукунага рассказал в интервью газете The Guardian: «Нам требовалось участие каждого отдела, как в живом театральном шоу. Гримёры прятались в домах, чтобы выбежать и наложить грим на голову заложницы Коула, Джинджер. Мы на мгновение отошли, чтобы это сделать. Также ассистенты режиссёра были разбросаны по всему району с дополнительными актёрами, которым было поручено кричать определённые фразы и бегать в определённых местах. Каскадёры координировали свои действия с каскадёрами-водителями, чтобы подъехать в нужное время. Специалисты по спецэффектам находились снаружи, бросая пенопластовые кирпичи и стреляя холостыми патронами».
Серия фильмов о Джоне Уике известна своими экшн-сценами с использованием длинных планов. Это стало возможным благодаря бюджетным ограничениям, которые позволили использовать только одну высококачественную ка меру для всей съёмки. Это требовало тщательной хореографии с участием различных статистов, которые должны были бежать за камерой после того, как они первыми падали в бою, чтобы снова появляться в роли новых атакующих.
В 2010 году художник и инженер Джефф Либерман совместно с Эриком Гюнтером снял 4-минутный музыкальный видеоклип, в котором инди-группа OK Go исполняет свою песню «End Love». Видео было снято одним непрерывным дублем с использованием трёх камер и длилось 18 часов — с заката до 11 утра следующего дня. Для монтажа материала применялись методы ускоренной киносъёмки, включая ускорение до 170 000 раз, а также были записаны отдельные сегменты с замедленной киносъёмкой со скоростью 1500 кадров в секунду.

## Кадровый план
Кадровый план (последовательность кадров) — это длинный план, включающий в себя полную нарративную последовательность, охватывающую всю сцену за её длительность, что подразумевает различные локации или временные периоды. Термин обычно используется для обозначения планов, составляющих целую сцену. Такие планы могут включать сложные движения камеры. Во французском языке этот термин называется plan-séquence. Использование последовательного кадра позволяет реалистично или драматически значимо передать активность на заднем и среднем планах. Актёры перемещаются по съёмочной площадке, выполняя свои действия, в то время как камера переключает фокус с одного плана глубины на другой и обратно. Значимые действия вне кадра часто сопровождаются движением камеры, обычно через серию панорамирования в рамках одного непрерывного плана.
Примером может служить сцена в ночном клубе «Копакабана», показанная в фильме Мартина Скорсезе «Славные парни» (1990), где Генри Хилл (в исполнении Рэя Лиотты) ведет свою девушку через кухню заведения.
Фильм Роберта Олтмена «Игрок» (1992) начинается с тщательно продуманной восьмиминутной сцены, в которой показаны многочисленные персонажи в разных локациях, как внутри помещений, так и снаружи. В одной из 17 сцен этой композиции один из персонажей упоминает четырёхминутную сцену, открывающую фильм Орсона Уэллса «Печать зла» (1958).
Жан-Пьер и Люк Дарденн в фильме «Розетта» (1999) завершают картину пятиминутным непрерывным кадром. Братья Дарденн также использовали длинные сцены в фильме «Два дня, одна ночь» (2014), некоторые из которых длились до десяти минут.

## Полнометражные фильмы, снятые одним кадром
Однокадровый художественный фильм (также известный как фильм, снятый одним кадром) — это полнометражный фильм, снятый одной камерой в одном длинном непрерывном кадре или созданный таким образом, чтобы создать впечатление, что он снят одним кадром. Из-за крайней сложности выполнения этой задачи и высоких технических требований к длительной непрерывной съёмке, такие полнометражные фильмы стали возможны только с появлением цифровых кинокамер.

## Эпизоды сериалов, снятые одним кадром
Эпизоды, снятые одним кадром стали более распространёнными в 2020-х годах, причём некоторые из них снимались как непрерывные сцены, а другие создавались с целью иллюзии непрерывного кадра. Примерами являются «The Hurt Man» из «Монстры: История Лайла и Эрика Менендес» (2024), «The Oner» из «Киностудия» (2025) и все четыре эпизода «Переходного возраста» (2025). Эпизод «eps3.4_runtime-error.r00» из «Мистер Робот» (2017) был отредактирован для объединения нескольких длинных сцен в непрерывный кадр.

### Комментарии
1. ↑  Полный анализ скрытых и традиционных приёмов Хичкока в фильме «Веревка» см. в тексте Дэвида Бордвелла «Поэтика кино», 2008[3].